# Тешилово (Тверская область)
Тешилово — деревня в Конаковском районе Тверской области. Входит в состав городского поселения «Новозавидовский».

## География
Находится в юго-восточной части Тверской области у западной окраины поселка Новозавидовский.

## История
Известна с 1624 года как погост. В 1859 году здесь (погост Николо-Тешеловский Клинского уезда Московской губернии) было учтено 5 дворов. На погосте в разное время действовали Никольская и Вознесенская церкви (не сохранились), ныне последняя построена заново.

## Население
Численность населения: 23 человека (1859 год), 146 (русские 90 %) в 2002 году, 58 в 2010.